# Гранитный камушек
«Гранитный камушек» — песня российской группы «Божья коровка», вышедшая в 1995 году на одноимённом альбоме и являющаяся главным хитом группы.

## История создания

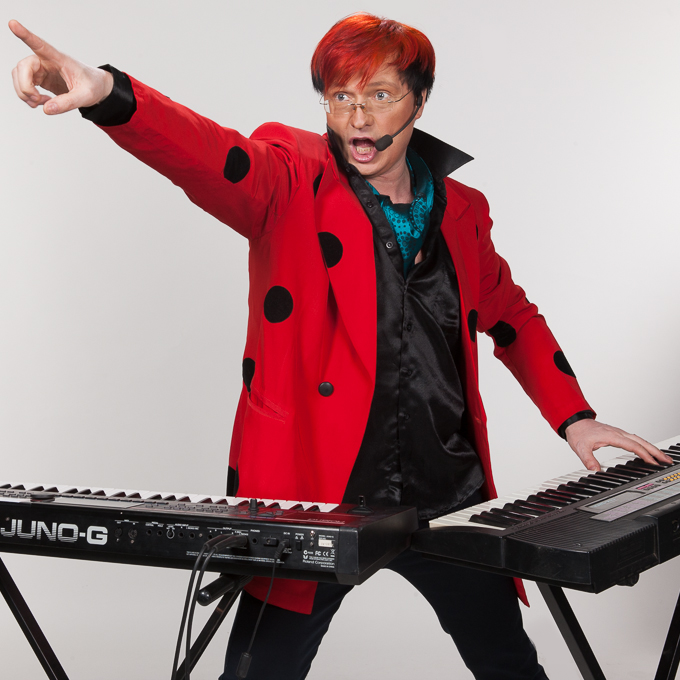
Владимир Воленко

Изначальное происхождение метафоры про гранитный камушек вместо сердца неизвестно. Схожая по смыслу метафора имеется в Библии в книге пророка Иезекииля (глава 36, стих 26).
Авторство текста первоначального варианта песни, к которой Владимир Воленко позже дописал свои куплеты, также неизвестно. После того, как песня стала хитом в исполнении группы «Божья коровка», к её лидеру обратилось около десяти человек, которые утверждали, что именно они являются авторами данного произведения. Самой обсуждаемой была претензия А. Н. Громова из Якутии в 1988 году.
«Эту песню с разными текстами и измененными мелодиями, когда более-менее сохранялся только запоминающийся припев, под гитару голосили везде — во дворах, пионерлагерях, на бардовских сборах, домашних пьянках и где угодно. Я, например, слышал ее в детстве в виде черной страшилки про „кошку, которая раздерет тебе сердце“ и там останутся только клочья, довольно кровожадная версия» — констатирует музыкальный критик Гуру Кен.
В 1982-м году, проходя обучение на факультете теории музыки в училище им. Октябрьской революции (ныне колледж им. Шнитке), Владимир Воленко решил последовать примеру композиторов-классиков 19-го века, которые занимались собирательством русских народных песен и исследованием вариантов их исполнения. Знакомая музыканту версия песни была зафиксирована в 1970-х в одной из деревень под Каширой, и он стал выяснять, знают ли её в других районах Подмосковья и России в целом. Песню знали практически повсюду, однако, как правило, исполняли с разным текстом и отличающимся мотивом. Собрав все версии, Воленко пришёл к выводу, что ни одна из них его не устраивает в качестве готового музыкального материала. Поэтому, сохранив метафору про каменное сердце, он придумал собственный вариант текста, ныне общеизвестный.

## Популярность
Несмотря на серьёзную переработку, «Гранитный камушек» ещё долгое время считался дворовой песней, исполняемой под гитару. Только в 1994-м году Воленко записал ныне широко известный вариант её исполнения.
«В 90-е, мы вспомнили эту песню и решили записать её на студии. Она сразу стала безумно популярна не только потому, что её впервые услышали и это хорошая песня, действительно, а потому что она уже была на слуху много лет»,- комментирует Владимир.
Именно в таком виде песня вышла на альбоме, выпущенном студией «Союз», а также в видеоэфирах телевизионных программ «Звёздный дождь» и «Хит парад Останкино». Образ музыкантов: очки, каре и красный пиджак в чёрный горох, запечатлённые в видеороликах, сделали песню одной из популярных новинок года, и она мгновенно стала хитом в России и СНГ. В том же 1994 году Владимир заключил контракт с фирмой «Лис С», в результате которого ролик «Хит парада Останкино» находился на телевидении в тяжелой ротации почти 8 месяцев.
В 1996 году при вручении премии «Звезда» песня «Гранитный камушек» была номинирована в категории «Лучшая песня» наряду с песнями «Узелки» (Алена Апина), «Самолёт» (Валерия), «Сэра» (Валерий Меладзе) и «Семь тысяч над землей» (Валерий Сюткин).
«Гранитный камушек» более 25 лет шлягером «Божьей коровки», являясь самым востребованным треком группы. Композиция постоянно исполняется на самых крупных ретро-дискотеках страны, а также находится в ротации многих радиостанций и постоянно попадает в издаваемые сборники и хит парады «хитов 90-х.»

### Кавер-версии и другие записи
Песня неоднократно исполнялась другими музыкантами и актёрами, среди которых Михаил Бублик, Catharsis, группа Dabro, Юрий Николаенко (NЮ) и Настасья Самбурская, Сергей Бурунов. Версия в исполнении последнего вошла в фильм «Полицейский с Рублёвки. Новогодний беспредел 2».
Пародию на «Гранитный камушек» можно услышать в мульт-сериале «Сказ про рейтинг Путина» в серии «Волшебные конфеты со вкусом денег. Песня о Рыбке».
Композиция также звучит в сериале «90-е. Весело и громко».

## Критика
Песня неоднократно вызывала критику и обвинения в плагиате композиции «The Road to Hell» британского блюзового исполнителя Криса Ри.
Однако сам Владимир и многие критики объясняют, что «плагиат — это тот случай, когда, сколько ни меняй аранжировку, песня всё равно останется копией того трека, который был взят за основу. В случае „Божьей коровки“ это не совсем так: если убрать проигрыш, позаимствованный у Криса Ри, то „Камушек“ останется „Камушком“, а от „The Road to Hell“ ничего не останется».
Вследствие обвинений Воленко попытался вернуться к исполнению песни в акустическом формате и в форме разнообразных ремиксов.

## Гранитный камушек — 25 лет спустя
В 2020 году, спустя 25 лет после выхода первого «Камушка», Владимир Воленко официально выпустил новую версию данной композиции — «Гранитный камушек — 25 лет спустя». Музыкант изменил аранжировку композиции и исключил из неё гитарный ход Криса Ри.

Новая версия песни была положительно оценена критиками:
«Спустя 25 лет автор решил поменять аранжировку своего хита, полностью убрав запоминающееся „крисари“ вступление и сделав песню чуть более драйвовой. Проиграл ли от этого слушатель? Очевидно, что нет. Видео с недавних массовых концертов, где толпа самозабвенно поет „у него гранитный камушек в груди“ вместо певца, это ярко доказывает», - пишет критик Гуру Кен.
По мнению информационного агентства Интермедия, «в этой версии нет тех музыкальных фрагментов, из-за которых группу обвиняли в плагиате. Владимир Воленко полностью поменял концепцию и исключил из композиции „искусственно приделанный к ней в 90-е проигрыш“, похожий на „Road to Hell“ Криса Ри», - говорит А. Мажаев..